# Radagast
Radagast è un personaggio di Arda, l'universo immaginario creato dallo scrittore inglese J. R. R. Tolkien. Viene menzionato da Gandalf nei romanzi Lo Hobbit e Il Signore degli Anelli, oltre che ne Il Silmarillion e nei Racconti incompiuti.
All'interno del corpus dello scrittore, Radagast si distingue come uno dei membri del Bianco Consiglio, l'alto comando dei Popoli Liberi nella Terra di Mezzo, insieme a Saruman e Gandalf, suo grande amico. È un grande amante degli animali della Terra di Mezzo, ma è anche esperto in moltissime arti magiche.
Nelle altre opere, Radagast viene citato nei Racconti incompiuti, nei quali vengono aggiunti dettagli sulla sua origine e alcuni fatti antecedenti la trama de Il Signore degli Anelli. Ne Il Silmarillion, invece, vengono aggiunti dettagli sulle dinamiche del Bianco Consiglio durante la storia de Il Signore degli Anelli e Lo Hobbit.

## Creazione e sviluppo
Nel volume The History of The Hobbit: Volume I: Mr. Baggins, che contiene la prima metà delle bozze di Tolkien su Lo Hobbit, John D. Rateliff afferma che in origine Gandalf doveva recarsi da Radagast, dopo aver lasciato i nani davanti al Bosco Atro, per pianificare l'attacco contro Sauron. Successivamente l'idea fu scartata e Tolkien preferì giustificare l'assenza di Gandalf con il viaggio per il Bianco Consiglio. Ne Il Signore degli Anelli, Tolkien decise di dare maggior spazio a Radagast e, alla fine, decise di utilizzare il personaggio per attirare Gandalf ad Isengard.

### Parentela con Gandalf
Ne Lo Hobbit, Gandalf dice che Radagast è suo "cugino", mentre in una successiva versione i due sono definiti parenti. Ne Il Signore degli Anelli, invece, Gandalf dice semplicemente che Radagast appartiene al suo ordine, senza specificare nessun grado di parentela.

## Biografia del personaggio

### Valinor e arrivo nella Terra di Mezzo
Radagast appartiene all'ordine degli Istari o Stregoni, spiriti della stessa essenza dei Valar, ma dotati di poteri minori. In uno scritto, riportato nei Racconti incompiuti, Tolkien dice che fu la Vala Yavanna ad obbligare Saruman ad accettare Radagast come compagno di viaggio. Tuttavia, Saruman arrivò per primo e da solo nella Terra di Mezzo, mentre Radagast giunse per quarto contemporaneamente a Gandalf. Presumibilmente, il motivo della divisione tra Radagast e Saruman era dovuta all'antipatia e al disprezzo che quest'ultimo provava per il compagno di viaggio, come viene dichiarato apertamente sia nei Racconti Incompiuti che ne Il Signore degli Anelli.
Gli Istari, incarnati in corpi di Uomini, vennero inviati dai Valar per contrastare la malvagità proveniente da Est. Radagast fa il suo arrivo nella Terra di Mezzo all'inizio dell'XI secolo della Terza Era, quarto tra tutti gli Istari, per aiutare e sostenere coloro che si opponessero a Sauron. Durante il tempo trascorso nella Terra di Mezzo, però, Radagast si innamorò dei molti animali del suolo e dell'aria, che vivevano nella Terra di Mezzo, e abbandonò la sua missione per trascorrere i suoi giorni tra le creature selvatiche. Da quel giorno, egli si stanziò a Rhosgobel, al limitare occidentale del Bosco Atro, vicino ai Campi Iridati sul fiume Anduin, dove conobbe il mutapelle Beorn, il quale lo vedeva ogni tanto girovagare nei pressi della sua dimora.

### Lo HobbiteIl Signore degli Anelli
Ne Lo Hobbit, Radagast è menzionato da Gandalf nel momento in cui lo stregone ha la sua prima discussione con Beorn. In questa occasione, Gandalf definisce Radagast come suo "cugino", ma non sappiamo se sia vero o se abbia detto così solo per acquisire più velocemente la fiducia di Beorn. Nelle Appendici de Il Signore degli Anelli viene rivelato che, durante i fatti de Lo Hobbit, Radagast si è recato al Bianco Consiglio per decidere se attaccare Dol Guldur, fortezza di Sauron. Successivamente, Radagast utilizzò uccelli e bestie come spie per conto di Saruman, ignaro del tradimento di quest'ultimo.
All'inizio de Il Signore degli Anelli, ambientato quasi sessant'anni dopo il termine de Lo Hobbit, Radagast viene usato inconsapevolmente da Saruman (che nel frattempo ha tradito gli altri stregoni, volendo il potere dell'Anello per sé) per attirare Gandalf ad Orthanc, dove verrà catturato. Ad ogni modo, sempre inconsapevolmente, Radagast rese anche possibile la fuga di Gandalf informando le Aquile del suo viaggio verso Isengard.
Non si sa quando o se abbia lasciato la Terra di Mezzo: Tolkien scrive che fallì la sua missione come Stregone perché si perse nella sua ossessione verso gli animali e le piante, quindi presumibilmente non fu riammesso a Valinor con onore. Tolkien scrisse anche che il fallimento di Radagast non era grande come quello di Saruman, e che era possibile pertanto un suo ritorno nelle Terre Immortali.

## Personaggio

### Aspetto fisico
Tolkien non ci dà una descrizione dettagliata del personaggio. L'unica informazione fisica risale ai Racconti incompiuti, nel quale l'autore scrive che Radagast indossava un vestito di «terra bruciata», motivo per il quale viene dunque chiamato Radagast il Bruno (Radagast the Brown).

### Aspetti caratteriali
Tolkien dà una descrizione marcata della personalità di Radagast. Ne Lo Hobbit, Beorn definisce il personaggio «non tanto malaccio per uno stregone», mentre Gandalf, ne Il Signore degli Anelli, lo descrive come uno «stregone di grande valore, maestro nelle forme e nelle variazioni dei colori, esperto in erbe e bestie, e amico soprattutto degli uccelli». Sebbene abbia tutte queste qualità, Tolkien sottolinea che il personaggio, rispetto a Saruman e Gandalf, è uno stregone di assai minore potenza e sapienza.
Sia ne Il Signore degli Anelli che nei Racconti Incompiuti, Tolkien non manca di sottolineare la passione di Radagast per gli animali (sia del suolo che dell'aria) che dimorano nella Terra di Mezzo. Le creature a cui è più devoto sono senza dubbio gli uccelli, specialmente le Aquile. Nel progredire della sua permanenza nella Terra di Mezzo, però, questa passione, inevitabilmente, si sostituirà alla missione originaria del personaggio come inviato dei Valar; Radagast, dunque, deciderà di non salvaguardare più né gli Elfi e né gli Uomini dalla minaccia di Sauron.
Questo comportamento è giustificato dal fatto che Radagast, pur essendo un essere cosiddetto "angelico" (un Maia), è soggetto alle debolezze degli esseri umani; questo aspetto è sottolineato dallo stesso Tolkien in una lettera a Michael Straight, l'editore di New Republic: «[questi stregoni sono] anche... coinvolti nel pericolo dell'incarnazione: la possibilità della "caduta", del peccato, se vuoi». In effetti, Radagast non sarà l'unico a disobbedire al suo compito. Infatti anche Saruman abbandonerà la sua missione e si lascerà corrompere dall'Unico Anello, mentre gli Stregoni Blu scompariranno misteriosamente, ma probabilmente caddero anch'essi in preda alle tentazioni umane o sotto il volere di Sauron.
Nonostante sia un personaggio minore nelle opere di Tolkien e di cui si sa ben poco, John D. Rateliff, critico di Tolkien, ha espresso il proprio parere sul personaggio e lo ha definito molto simile a Gandalf per sapienza e intelligenza. Tuttavia, Radagast era molto più debole di Gandalf, il quale era peraltro molto più famoso nella Terra di Mezzo per le sue vittorie ai danni di Sauron

### Nomi

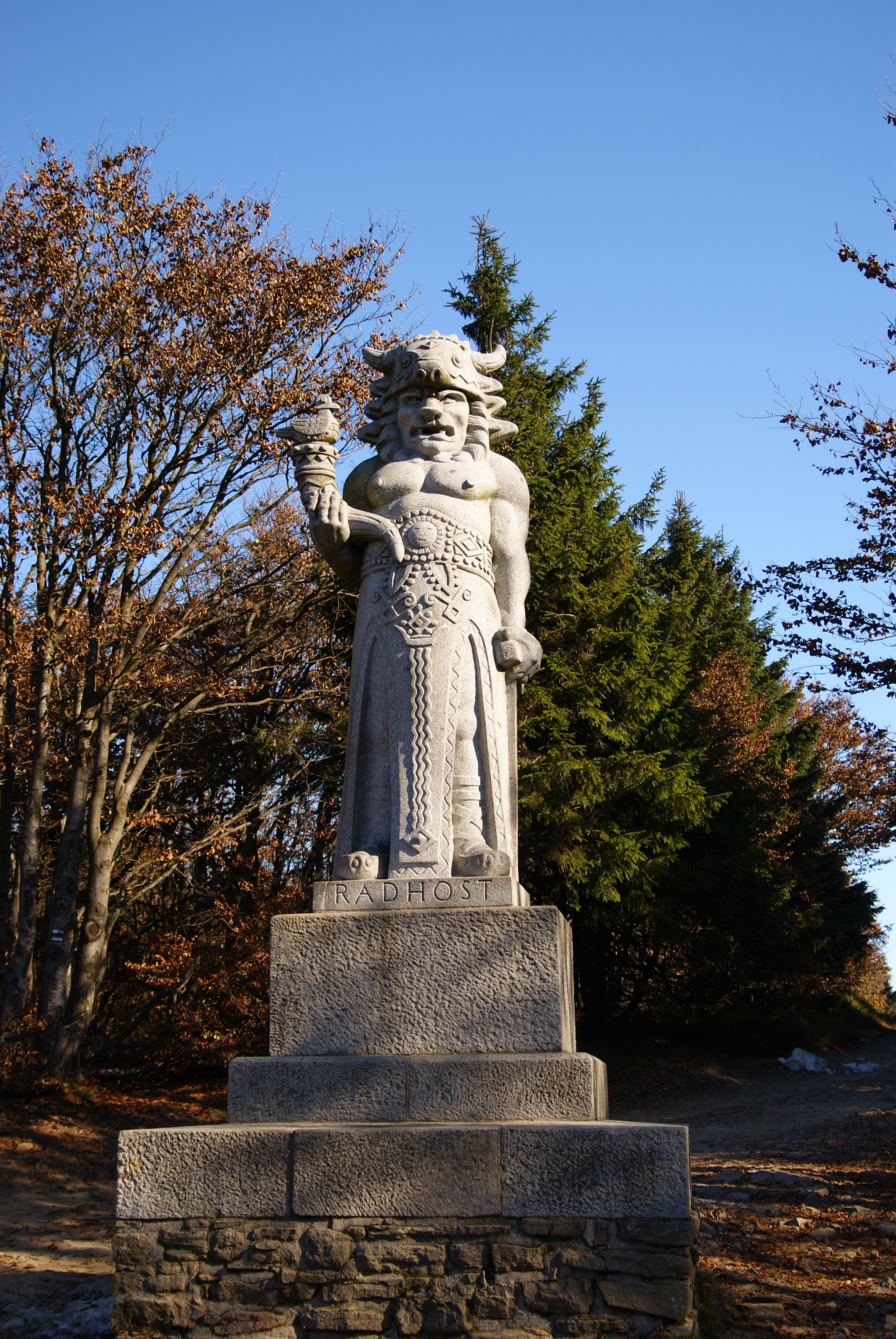
Statua della divinità slava Radigost

All'interno delle opere, Radagast (pronuncia: /ˈradaɡast/), più precisamente Radagast il Bruno (Radagast the Brown), è il nome usato dagli uomini nel nord della Terra di Mezzo. Radagast, in Ovestron, significa "custode di bestie" (tender of beasts), seguendo l'etimologia norrena del nome. Questo nome è un chiaro riferimento all'amore dello stregone nei confronti di tutti gli animali della Terra di Mezzo. In una nota assai più tarda sui nomi degli Istari, si dice che quello di Radagast ebbe origine tra gli Uomini delle Valli dell'Anduin e che è «ormai difficilmente interpretabile». Tolkien inizialmente aveva chiamato il personaggio con il nome di Radagast il Grigio, ma poi decise di modificarlo in Radagast il Bruno.
Il nome Radagast potrebbe derivare dall'Inglese antico, e di conseguenza avere diverse interpretazioni. La parola gast, o gæst, o giest significa "ospite" (in inglese moderno guest). Con una diversa inflessione, gāst significa "fantasma", "spirito", "angelo" (in inglese moderno ghost). L'elemento rad invece potrebbe derivare da rudu, che significa "rossastro", o da Hræd, che significa "rapido". John D. Rateliff afferma che il nome Radagast potrebbe derivare o dalla divinità slava Radigost oppure dal condottiero ostrogoto Radagaiso.
Il vero nome di Radagast è Aiwendil (pronuncia: /aɪˈwendil/), il nome usato a Valinor. In Quenya significa "amico degli uccelli". L'etimologia risale infatti alla radice Aiwe  che significa "uccello" e "ndil" che significa "amico di".

### Poteri
Gandalf descrive Radagast come uno stregone di grande valore, maestro delle forme e delle variazioni di colore. Radagast, come membro del popolo di Yavanna, ha una grande conoscenza della erbe e degli animali, di cui parla i linguaggi. Si suppone che come gli altri Istari abbia viaggiato molto conoscendo molti popoli, lingue e luoghi. Sembra essere amico di tutti gli uccelli, tra cui le Aquile.

## Adattamenti

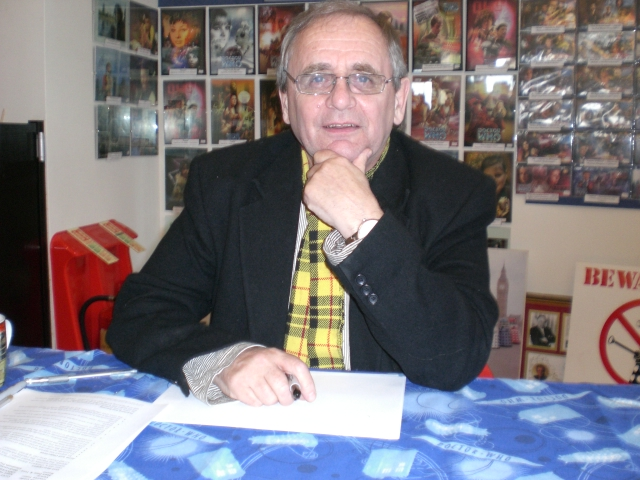
L'attore Sylvester McCoy

Il nome Radagast viene erroneamente attribuito a un'aquila nella prima stesura di un film su Il Signore degli Anelli in produzione nel 1958; tale adattamento, in seguito, non fu più realizzato anche a causa del parere contrario di Tolkien. Donald Gee ha doppiato Radagast nell'adattamento radio della BBC The Lord of the Rings (1981). Il personaggio compare nel videogioco del 1991 J. R. R. Tolkien's War in Middle Earth.
Il personaggio e tutti gli eventi che lo vedevano implicato nel libro sono stati tagliati nella celebre trasposizione cinematografica de Il Signore degli Anelli di Peter Jackson. Nel film, infatti, Gandalf si reca ad Isengard di sua spontanea volontà. Tuttavia, Radagast appare nei vari prodotti di merchandising derivati dal successo della trilogia di Jackson, come card, modellini e videogiochi ispirati al film, come Il Signore degli Anelli Online: Ombre di Angmar e Il Signore degli Anelli: La guerra del Nord. In quest'ultimo, è doppiato da Philip Proctor.
Nella trilogia de Lo Hobbit diretta da Peter Jackson, il ruolo di Radagast è interpretato da Sylvester McCoy con la voce italiana di Bruno Alessandro. Il personaggio, nonostante non appaia mai fisicamente nel romanzo di Tolkien, ricopre un ruolo chiave nella trilogia e la sua vicenda è stata considerevolmente ampliata:
Avvertendo il propagarsi del male nel Bosco Fronzuto, l'eccentrico stregone Radagast viene attaccato da alcuni ragni giganti nella sua casa a Rhosgobel, mentre cerca di salvare alcuni animali della foresta rimasti avvelenati. Seguendo le tracce dei ragni, egli si reca a Dol Guldur, dove viene attaccato dal Re Stregone di Angmar, il quale, nello scontro, perde la sua Lama Morgul. Avvertendo una presenza malvagia nella fortezza, Radagast scopre che si tratta di un Negromante (Sauron) e si precipita da Gandalf per avvisarlo. Trovato Gandalf in compagnia di Thorin Scudodiquercia, Bilbo Baggins ed i nani diretti verso Erebor, lo avverte della presenza del Negromante e gli fornisce come prova la Lama Morgul del Re Stregone. Successivamente distrae, grazie alla sua slitta trainata da conigli, il gruppo di orchi a cavallo di mannari, inviati da Azog e sopraggiunti sul luogo, per permettere a Gandalf e alla sua compagnia di proseguire il cammino verso Gran Burrone.
Diverso tempo dopo, Radagast viene contattato da Gandalf, il quale lo invita a raggiungerlo presso le tombe dei nove Nazgûl, nelle colline del Rhudaur. Gandalf e Radagast si rendono conto del fatto che le tombe siano ormai vuote e intuiscono che i nove siano stati convocati a Dol Guldur. Gandalf vorrebbe tornare dalla compagnia di nani, per informarli del pericolo, ma Radagast lo esorta a proseguire le indagini sul Negromante, recandosi direttamente a Dol Guldur. Pertanto, giunti presso la vecchia fortezza, Gandalf affida a Radagast il compito di andare ad informare Galadriel dell'imminente scontro con il Negromante, mentre egli si avventura da solo nella fortezza.
Poco tempo dopo, il Bianco Consiglio, avvertito da Radagast stesso, giunge a Dol Guldur per salvare Gandalf, nel frattempo catturato e rinchiuso in una cella. Mentre Galadriel, Elrond e Saruman affrontano i Nazgûl e Sauron stesso, Radagast soccorre Gandalf, portandolo via dalla fortezza con l'ausilio della sua slitta.
Giunti presso la dimora di Radagast a Rhosgobel, Gandalf decide di partire per Erebor, in modo da avvertire Thorin e la sua compagnia della presenza di un esercito di orchi, guidati da Azog. Prima di abbandonarlo, Gandalf chiede a Radagast di informare tutte le creature della foresta dell'imminente battaglia.
Successivamente, Radagast giunge nella valle di Erebor durante la Battaglia dei cinque eserciti, in compagnia di Beorn e delle grandi Aquile, che riescono a sbaragliare entrambi gli eserciti degli orchi, sia quello di Dol Guldur, guidato da Azog, che quello di Gundabad, guidato da Bolg.
Nella versione estesa, a Rhosgobel, consegna a Gandalf il suo bastone e, dopo la Battaglia, partecipa ai funerali di Thorin.

## Accoglienza
John D. Rateliff ha paragonato Radagast a Godot del dramma Aspettando Godot: infatti, entrambi i personaggi non compaiono mai nelle loro rispettive opere, ma vengono solo citati da altri comprimari. San Francesco d'Assisi è stato paragonato a Radagast, con il quale condivide l'amore per la natura e per gli animali.

### Influenza culturale
Un mammifero placentato fossile della famiglia dei Pantolestidae è stato battezzato Niphredil radagasti dal biologo Leigh Van Valen nel 1978 in onore del personaggio tolkieniano.